# Hatsted Sogn
Hatsted Sogn (på tysk Kirchspiel Hattstedt) er et sogn i det sydvestlige Sydslesvig, tidligere i Sønder Gøs Herred (Husum Amt), nu i kommunerne Hatsted, Hatsted Marsk, Horsted og Vobbenbøl i Nordfrislands Kreds i delstaten Slesvig-Holsten. 
I Hatsted Sogn findes flg. stednavne:
- Drift
- Feddersborg Kro
- Hanekamp[1] (Hahnenkamp)
- Hatsted (Hattstedt)
- Herstum
- Horsted (Horstedt)
- Kornmas
- Lundenberg
- Nordkog
- Mikkelbjerg
- Sterdebøl (Sterdebüll)
- Sotelbjerg
- Tedebøl
- Vobbenbøl
- Østermark